# 小林和朗
小林 和朗（こばやし かずあき、1981年4月2日 - ）は、日本のスピードスケート選手、元世界選手権日本代表。

## 略歴
- 小学校の4年生からスケートを始める。
- 1999年（平成11年） - 世界ジュニアスピードスケート選手権大会出場
- 群馬県立嬬恋高等学校卒業
  - 同校のマラソン大会（8km）の記録26分39秒は大会記録。
- 2001年（平成13年） - 第25回真駒内選抜スピードスケート競技会 1500m 優勝
  - 第32回松本浅間選抜スピードスケート競技会 1500m 3位
- 2002年（平成14年） - 第26回真駒内選抜スピードスケート競技会 1500m 2位
  - 第36回全日本選抜スピードスケート競技会 1500m 2位
  - 第71回全日本スピードスケート選手権大会 総合 2位
  - 第22回全日本学生スピードスケート選手権 総合 2位
  - 第33回松本浅間選抜スピードスケート競技会 1500m 優勝
- 2003年（平成15年） - 世界選手権日本代表
  - 第72回全日本スピードスケート選手権大会 総合 3位
- 2004年（平成16年） - 第76回全日本学生氷上競技選手権大会 1500m 優勝 学校対抗 優勝
  - 第38回全日本選抜スピードスケート競技会 1500m 優勝 1000m 2位
  - 3月 - 明治大学政治経済学部政治学科 卒業
  - 4月 - 山形県スケート連盟 所属
  - 第28回真駒内選抜スピードスケート競技会 1500m 優勝
  - 第35回松本浅間選抜スピードスケート競技会 1500m 2位
  - 第73回全日本スピードスケート選手権大会 1500m 2位
- 2005年（平成17年）4月 - 財団法人山形県体育協会 就職・所属
  - アジア距離別スピードスケート選手権大会 1500m 優勝
  - 第29回真駒内選抜スピードスケート競技会 1500m 優勝
  - 第36回松本浅間選抜スピードスケート競技会 1500m 優勝
- 2006年（平成18年） - 第45回全日本実業団スピードスケート競技会 1500m 優勝 団体総合 優勝
- 2007年（平成19年） - 山形市長褒章 受章
  - 2月 - 第46回全日本社会人対抗スピードスケート競技会 1500m 2位 1000m 3位
- （株）SYI JAPAN 所属
- 2010年（平成22年）2月13日 - 第49回全日本社会人対抗スピードスケート競技会 1500m 優勝
  - 第44回全日本選抜スピードスケート競技会 1000m 3位 1500m3位

## 参考資料
- 公式プロフィール
- 公式ブログ （現在閉鎖中）